# Dandi (Iran)
Dandī (farsi دندی) è una città dello shahrestān di Mahneshan, circoscrizione di Anguran, nella provincia di Zanjan in Iran. Nel 2011 aveva 3 962 abitanti. Si trova nella parte occidentale della provincia, a sud di Mahneshan.